# Vodeni val
Vodeni val površinski je val koji se javlja na slobodnoj površini vodenih tijela kao rezultat puhanja vjetra preko površine vode. Kontaktna udaljenost u smjeru vjetra poznata je kao dohvat. Valovi u oceanima mogu putovati tisućama kilometara prije nego što dosegnu kopno. Vodeni valovi na Zemlji variraju u veličini od malih valova do valova viših od 30 m, ograničeni su brzinom vjetra, trajanjem, visinom i dubinom vode.
Vodeni valovi putuju u velikom krugu nakon što se generiraju – zavijajući blago lijevo na južnoj hemisferi i blago desno na sjevernoj hemisferi. Nakon što se pomaknu iz područja dohvata, mogu putovati tisućama kilometara. Dobar primjer ovoga su valovi koji se generiraju južno od Tasmanije tijekom jakih vjetrova koji će putovati preko Pacifika do južne Kalifornije, čineći poželjne uvjete za surfanje. Vodeni valovi u oceanu nazivaju se i površinski valovi oceana i uglavnom su gravitacijski valovi, gdje je gravitacija glavna sila ravnoteže.
Imaju određenu dozu slučajnosti: razlikuju se po visini, trajanju i obliku s ograničenom predvidljivošću. Mogu se opisati kao stohastički proces, u kombinaciji s fizikom koja upravlja njihovim nastankom, rastom, širenjem i raspadanjem – kao i međuovisnošću između količina protoka kao što su: kretanja površine vode, brzine protoka i pritisak vode. Ključna statistika vodenog vala u evoluirajućim morskim stanjima može se predvidjeti pomoću modela vodenog vala.
Iako se obično razmatraju valovi u morima Zemlje, ugljikovodična mora Titana također mogu imati valove koje pokreće vjetar. Valovi u vodenim tijelima također mogu nastati iz drugih razloga, kako na površini tako i pod vodom.

## Galerija
- Gibanje čestica vode dubokog vodenog vala.
- Vodeni val u Portugalu.
- Surfanje na valu.
- Vodeni val.